# El Tres
El Tres är en ort i Mexiko.   Den ligger i kommunen Ixtacamaxtitlán och delstaten Puebla, i den sydöstra delen av landet, 120 km öster om huvudstaden Mexico City. El Tres ligger 2 807 meter över havet och antalet invånare är 281.
Terrängen runt El Tres är kuperad. Runt El Tres är det ganska tätbefolkat, med 86 invånare per kvadratkilometer. Närmaste större samhälle är Tlaxco, 13,2 km väster om El Tres. Omgivningarna runt El Tres är i huvudsak ett öppet busklandskap.